# Сасаки Кодзиро
Сасаки Кодзиро (яп. 佐々木 小次郎 Сасаки Кодзиро:, также известен как Ганрю Кодзиро, умер в 1612) — самурай, живший в период Эдо, создатель стиля фехтования Ган-рю, в честь которого получил своё прозвище. По легенде, проиграл поединок знаменитому Миямото Мусаси.

## Биография
Сасаки Кодзиро родился в феодальном поместье Фукуда уезда Тагава провинции Бидзэн (современный посёлок Соэда уезда Тагава префектуры Фукуока). Искусству владения двуручным и коротким мечами он обучался у Тоды Сэйгэна или Канэмаки Дзисая, точно неизвестно. Его любимым оружием был нодати (с прямым лезвием) «Сушильный Шест» длиной чуть больше 3 сяку (90 см), работы мастера Нагамицу из Бидзэна.

## Дуэль
В 1612 году произошла знаменитая дуэль между Кодзиро и Миямото Мусаси на острове, который после этой схватки получил название Ганрюдзима. Существует множество версий поединка. Достоверно известно, что оба добирались на пустынный остров на лодках, так что Мусаси опоздал на несколько часов. В деталях интерпретации расходятся. Однако по японской традиции остров называли именем победителя, а не проигравшего. В любом случае, почти все авторы пишут, что победил Мусаси. Но сам Мусаси признал Кодзиро как величайшего фехтовальщика назвав его «Первым под солнцем». (最初に太陽の下で)